# Christian Gottlob Steinmüller

Christian Gottlob Steinmüller

Christian Gottlob Steinmüller (* 25. September 1792 in Arnoldsgrün; † 8. Mai 1864 in Grünhain) war ein deutscher Orgelbauer.

## Leben und Wirken
Der Sohn des Pfarrers Johann Gottlob Steinmüller aus dem vogtländischen Arnoldsgrün begann am 15. Januar 1806 eine sechsjährige Lehre bei seinem Onkel, dem berühmten Orgelbaumeister Johann Gottlob Trampeli. Zeugnisse beweisen, dass er sich „wißbegierig und fleißig gezeiget“, sodass er 1812 nach dem plötzlichen Tod seines Lehrmeisters die Fertigstellung der Orgel für die Grünhainer Nikolaikirche übertragen bekam. Dieses Meisterstück machte ihn über das Erzgebirge hinaus bekannt, sodass die Grünhainer ihn bewegen konnten, im Ort eine eigene Orgelbauwerkstatt einzurichten. Er ließ sich in der Hospitalgasse nieder. Seine Werkstatt erhielt bis zur Schließung weitere 25 Aufträge, von denen einige im 21. Jahrhundert noch immer vorhanden sind.
Seit 1818 war er mit Wilhelmine Friedericke Hilliger verheiratet.

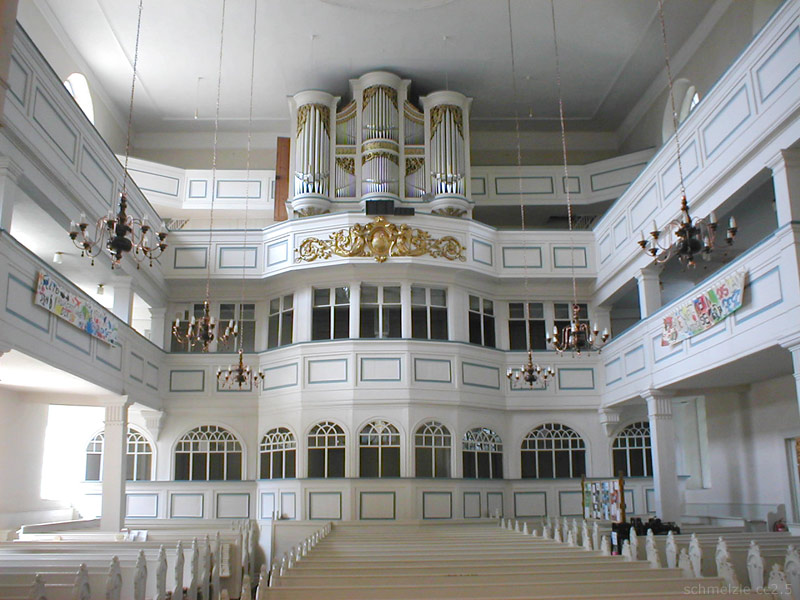
Westempore der Kirche in Wolkenstein mit Steinmüller-Orgel von 1817/18

## Werke
Nach eigenen Aufzeichnungen erbaute er in seiner 52-jährigen Schaffenszeit mindestens 27 Orgeln an den folgenden Orten:
| - 1812: St.-Nicolai-Kirche in Grünhain - 1813: Kirche Großzöbern, durch Brand zerstört - 1817/1818: St.-Bartholomäus-Kirche in Wolkenstein - 1819/1820: Dorfkirche Gornsdorf - 1820/1821: Stadtkirche St. Johannis in Lößnitz - 1823: St.-Jakobi-Kirche in Oelsnitz/Vogtl. - 1824/1825: Kirche in Drebach - 1827: Kirche in Seifersbach und in Hormersdorf - 1827/1828: Wehrgangkirche Großrückerswalde - 1828/1829: Kirche in Ursprung - 1830: Kirche in Mildenau - 1831: St. Michaeliskirche in Pausa/Vogtl. - 1831: Kirche in Reinsberg |  | - 1832–1834: Kirche in Colmberg - 1835/1836: Kirche in Arnoldsgrün - 1837: Kirche in Schwarzbach - 1837/1838: St.-Laurentius-Kirche in Crimmitschau - 1839: Kirche Griesbach - 1840/1841: Kirche in Thierfeld - 1841/1842: Katharinenkirche in Oelsnitz/Vogtl. - 1842/1843: Kirche St. Bartholomäus in Waldenburg - 1843: Martin-Luther-Kirche in Oberpfannenstiel - 1844: St.-Jakobi-Kirche Mülsen - 1845: Kirche in St. Egidien - 1846/1847: Kirche in Auerbach - 1848: Allerheiligenkirche in Raschau |

Neben Orgeln baute Steinmüller auch ca. 50 Klaviere und Aeolsharfen in unterschiedlichen Größen. Daneben führte er auch zahlreiche Reparaturen und Stimmungen durch.